# Roze trompetwinde
De roze trompetwinde (Podranea ricasoliana) is een plant uit de trompetboomfamilie (Bignoniaceae). Het is een tot 5 m hoog klimmende plant met dunne, zich verhoutende stengels. De tot 25 cm lange bladeren zijn tegenoverstaand en oneven geveerd met vijf tot elf deelblaadjes. De deelblaadjes zijn gezaagd, eirond en 2,5-4 × 1,5-2 cm groot.
De bloemen groeien in eindstandige pluimen. Ze zijn roze met roodachtige strepen in het centrum. De kelk is breed klokvormig, lichtgekleurd, 1,5-2 cm lang, tot halverwege gedeeld met vijf spitse tanden. De bloemkroon is 6-8 centimeter lang en breed met een uitgespreide vijfslippig zoom. De kroonbuis is bleekroze tot geelwit, van binnen met rozerode strepen en vlekjes en vanuit de nauwe voet klokvormig verwijd. In de kroonbuis zitten twee lange en twee korte meeldraden. De vruchten zijn bijna bolvormige, 25-35 cm lange doosvruchten die bij rijpheid tweekleppig openklappen, waarbij er talrijke gevleugelde zaden tevoorschijn komen.
De roze trompetwinde is endemisch in de omgeving van Port St Johns in Zuid-Afrika. De plant is bestand tegen temperaturen tot -5 °C. In het Middellandse Zeegebied wordt de plant ook vaak gehouden.
Een verwante soort is Podranea brycei uit Zimbabwe.